# Lappi
Lappi è stato un comune finlandese di 3 281 abitanti, situato nella regione della Satakunta. È stato soppresso nel 2009 ed è ora compreso nel comune di Rauma.
Nelle prossimità di Lappi si trova il sito archeologico funerario di Sammallahdenmäki, patrimonio dell'umanità dell'UNESCO dal 1999.